# Линков, Пламен
Пламен Линков (4 сентября 1956, Ловеч) — болгарский футболист, выступавший на позиции нападающего, тренер.

## Биография
В течение 18 сезонов выступал за клуб из своего родного города (в разные годы клуб носил названия «Осам», ЛЕКС, «Ловеч», «Литекс»). В чемпионате Болгарии (группа «А») сыграл 34 матча и забил 6 голов, в первой лиге (группа «Б») сыграл 541 матч и забил 161 гол. Является лучшим бомбардиром группы «Б» за всю историю и занимает второе место по числу сыгранных матчей после Бориса Стоянова (544 матча), также является рекордсменом своего клуба по проведённым матчам и забитым голам.
После окончания карьеры стал работать детским тренером в Ловече (академия ФК «Литекс», училище «Васил Левски»). В настоящее время (2016) тренирует команду 2001 года рождения, с ней неоднократно выигрывал турниры национального уровня.
В 2011—2015 годах был депутатом общинного совета Ловеча, представлял Болгарскую социалистическую партию.